# Petr Ptáček
Petr Ptáček (* 16. října 1968, Česká Lípa) je český kreslíř, malíř a grafik.

## Život
Petr Ptáček žije od roku 1991 v Praze. V letech 1994–2002 pracoval jako odborný asistent v grafických dílnách AVU Praha.
Zabývá se malbou, kresbou a grafikou. Maluje akrylem a olejem, v grafice užívá převážně techniku litografie. Je spolupracovníkem oddělení známkové tvorby České pošty, pro kterou realizoval několik poštovních známek.

## Dílo
Hlavním námětem jeho obrazů, ilustrací a grafik jsou nejrůznější stroje a dopravní prostředky. Auta, motorky, letadla, vzducholodě, lodě a ponorky se objevují v jeho tvorbě i jako ilustrace na krabičkách plastikových modelů.

### Ilustrace
- Zbigniew Nienacki: Pan Auťák a templáři. Nakladatelství Václav Vydra, Václav Vávra, 2008
- Zbigniew Nienacki: Pan Auťák a Fantomas. Nakladatelství Václav Vávra, 2009
- Jaroslav Hladík: Společenské vědy v kostce. Fragment (ČR), 2004

### Výstavy
- 2004 Okouzlen stroji, Galerie 1499, Olomouc
- 2007 Petr Ptáček – Café Ilusion, Praha - Vinohrady
- 2008 Petr Ptáček – Galerie Radost, Kladno
- 2008 Život má kola, Galerie eS, Praha
- 2017 Hasiči a hasičská technika ve známkové tvorbě, Poštovní muzeum Praha, Praha